# Князев, Савва Викторович
Савва Викторович Князев (9 сентября, 1997, Темиртау, Казахстан) — российский футболист.

## Биография
Воспитанник Академии Коноплёва. В молодежном составе московского ЦСКА принимал участие в матчах Юношеской лиги УЕФА. Позднее выступал за вторые команды «Химок» и «Урала», но в 20 лет Князев получил серьезную травму, помешавшую его дальнейшему развитию.
После выступлениях по любителям, Князев в 2022 году вместе со своим партнером Никитой Артеменко переехал в Монголию, где он заключил контракт с клубом «Дэрэн». В местном чемпионате страны он провел пять матчей и забил шесть голов.